# Joan Ramallo Massanet
Joan Ramallo Massanet (Palma, Mallorca, 1943) és un advocat i polític mallorquí.

## Trajectòria
Es llicencià en dret a la Universitat Complutense de Madrid i va ampliar estudis jurídics i econòmics a la Universitat de Viena i a la Universitat de Heidelberg. Expert en Dret financer i tributari, especialitzat en fiscalitat internacional i doble imposició, en la Complutense madrilenya va ser investigador primer, i professor ajudant de Dret tributari després, fins a 1974. Després d'obtenir per oposició la càtedra de Dret financer i tributari en la Universitat de Valladolid, hi va romandre un any (1976), per traslladar-se en 1977 a la Universitat de les Illes Balears on va ocupar la càtedra fins a 1988. En aquesta universitat va ser vicerector i degà de la Facultat de Dret durant dos anys. Des de 1990 a 1995 va ser assessor de l'Institut d'Estudis Fiscals, per passar després com a catedràtic a la Universitat Autònoma de Madrid durant deu anys.
Del 1979 al 1981 fou magistrat del Tribunal Superior de Justícia de les Illes Balears i diputat per Mallorca pel PSIB-PSOE a les eleccions generals espanyoles de 1982 i 1986. Ha estat President de la Comissió d'Economia, Comerç i Hisenda de 1982 a 1989.
El 1985-1989 fou representant del Congrés dels Diputats a la Unió Interparlamentària Europea. De 1990 a 1995 fou assessor de l'Institut d'Estudis Fiscals. Des del 2006 és membre del Tribunal de Comptes Europeu i en maig de 2013 fou nomenat assessor especial de la Comissió Europea, integrat en el panel format pel vicepresident Maros Sefcovic per a l'adopció de mesures de detecció i control de les irregularitats financeres.

## Obres acadèmiques destacades
Del conjunt de les sevs obres, destaquen:
- Marín-Barnuevo Fabo, Diego; Ramallo Massanet, Juan Los tributos locales. 2a edició.  Pamplona: Civitas- Thomson reuters, 2010. ISBN 978-84-470-3455-0.
- Ramallo Massanet, Juan; Arrieta Martínez de Pisón, Juan Ministerio de Hacienda. Guía de la Ley General Tributaria, 1993. ISBN 84-8008-049-3.
- —; Mir de la Fuente, Tomás Ministerio de Hacienda. La retención como garantía del crédito tributario, 1984. ISBN 84-7196-481-3.
- —. El sistema financiero de la corporaciones en el derecho alemán.  Madrid: Instituto de Estudios de Administración Local, 1976. ISBN 84-7088-188-4.